# Сент-Этьен-дю-Грес
Сент-Этьен-дю-Грес (фр. Saint-Étienne-du-Grès) — коммуна на юго-востоке Франции в регионе Прованс — Альпы — Лазурный Берег, департамент Буш-дю-Рон, округ Арль, кантон Салон-де-Прованс-1.
Площадь коммуны — 29,04 км², население — 2111 человек (2006) с тенденцией к росту: 2302 человека (2012), плотность населения — 79,3 чел/км².

## Население
Население коммуны в 2011 году составляло 2297 человек, а в 2012 году — 2302 человека.
| 1962 | 1968 | 1975 | 1982 | 1990 | 1999 | 2006 | 2011 | 2012 |
| ---- | ---- | ---- | ---- | ---- | ---- | ---- | ---- | ---- |
| 1214 | 1421 | 1484 | 1601 | 1863 | 2103 | 2111 | 2297 | 2302 |

Динамика населения:

## Экономика
В 2010 году из 1408 человек трудоспособного возраста (от 15 до 64 лет) 1022 были экономически активными, 386 — неактивными (показатель активности 72,6 %, в 1999 году — 69,3 %). Из 1022 активных трудоспособных жителей работали 933 человек (496 мужчин и 437 женщин), 89 числились безработными (29 мужчин и 60 женщин). Среди 386 трудоспособных неактивных граждан 108 были учениками либо студентами, 159 — пенсионерами, а ещё 119 — были неактивны в силу других причин.
На протяжении 2010 года в коммуне числилось 958 облагаемых налогом домохозяйств, в которых проживало 2332,0 человека. При этом медиана доходов составила 20 тысяч 829 евро на одного налогоплательщика.